# Тольенское (сельское поселение)
Тольёнское сельское поселение — упразднённое муниципальное образование со статусом сельского поселения в Дебёсском районе Удмуртии Российской Федерации.
Административный центр — село Дебёсы.
Законом Удмуртской Республики от 30.04.2021 № 40-РЗ к 23 мая 2021 года упразднено в связи с преобразованием муниципального района в муниципальный округ.

## История
Статус и границы сельского поселения установлены законом Удмуртской Республики от 14 июля 2005 года № 45-РЗ «Об установлении границ муниципальных образований и наделении соответствующим статусом муниципальных образований на территории Дебёсского района Удмуртской Республики»

## Население
| 2010 | 2012 | 2013 | 2014 | 2015 | 2016 | 2017 |
| ---- | ---- | ---- | ---- | ---- | ---- | ---- |
| 904  | ↗907 | ↘896 | ↘867 | ↘840 | ↘808 | ↘790 |
| 2018 | 2019 | 2020 |      |      |      |      |
| ↗792 | ↘781 | ↘767 |      |      |      |      |

## Состав сельского поселения
| №  | Населённый пункт | Тип     | Население |
| -- | ---------------- | ------- | --------- |
| 1  | Берёзовка        | деревня | ↗49       |
| 2  | Ваня-Чумо        | деревня | ↘8        |
| 3  | Варни            | деревня | ↗222      |
| 4  | Лесагурт         | деревня | →173      |
| 5  | Новые Сири       | деревня | ↘2        |
| 6  | Портурнес        | деревня | →0        |
| 7  | Сенькагурт       | деревня | ↘19       |
| 8  | Тольён           | деревня | ↗270      |
| 9  | Тольёнский       | починок | →0        |
| 10 | Турнес           | деревня | ↗94       |
| 11 | Чепык            | деревня | ↗70       |